# 斯特利安·布爾庫亞
斯特利安·布爾庫亞（羅馬尼亞語：Stelian Burcea；1983年10月7日—）是一位羅馬尼亞橄欖球運動員。他是羅馬尼亞國家橄欖球隊的一員，曾代表羅馬尼亞參加了2015年世界盃橄欖球賽。